# RIPEMD
RIPEMD (RIPE Message Digest) és una família de funcions hash criptogràfiques desenvolupades el 1992 (el RIPEMD original) i el 1996 (altres variants). Hi ha cinc funcions a la família: RIPEMD, RIPEMD-128, RIPEMD-160, RIPEMD-256 i RIPEMD-320, de les quals RIPEMD-160 és la més comuna.
El RIPEMD original, així com el RIPEMD-128, no es considera segur perquè el resultat de 128 bits és massa petit i també (per al RIPEMD original) a causa de debilitats de disseny. Les versions de RIPEMD de 256 i 320 bits proporcionen el mateix nivell de seguretat que RIPEMD-128 i RIPEMD-160, respectivament; estan dissenyades per a aplicacions on el nivell de seguretat és suficient però cal un resultat hash més llarg.
Tot i que les funcions RIPEMD són menys populars que SHA-1 i SHA-2, s'utilitzen, entre d'altres, en Bitcoin i altres criptomonedes basades en Bitcoin.

## Història
La funció RIPEMD original va ser dissenyada en el marc del projecte RIPE (RACE Integrity Primitives Evaluation) de la UE el 1992. El seu disseny es basava en la funció hash MD4. El 1996, en resposta a les debilitats de seguretat trobades al RIPEMD original, Hans Dobbertin, Antoon Bosselaers i Bart Preneel, del grup de recerca COSIC de la Katholieke Universiteit Leuven a Lovaina, Bèlgica, van publicar quatre variants reforçades: RIPEMD-128, RIPEMD-160, RIPEMD-256 i RIPEMD-320.
A l'agost de 2004, es va informar d'una col·lisió per al RIPEMD original. Això no s'aplica a RIPEMD-160.
El 2019, el millor atac de col·lisió per a RIPEMD-160 podia arribar a 34 trets de 80, tal com es va publicar a CRYPTO 2019.
El febrer de 2023, es va publicar a EUROCRYPT 2023 un atac de col·lisió per a RIPEMD-160, que podia arribar a 36 rondes de 80 rondes amb una complexitat temporal de 264,5.
El desembre de 2023, es va trobar un atac de col·lisió millorat basat en la tècnica del millor atac de col·lisió anterior, aquest atac de col·lisió millorat podia arribar a 40 trets de 80 amb una complexitat de temps teòrica de 249,9.

## Hashes RIPEMD-160
Els hashes RIPEMD-160 de 160 bits (també anomenats resums de missatges RIPE) es representen normalment com a nombres hexadecimals de 40 dígits. El següent exemple mostra una entrada ASCII de 43 bytes i el hash RIPEMD-160 corresponent:
RIPEMD-160("La guineu marró, ràpida, salta per sobre del d mandrós") = 37f332f68db77bd9d7edd4969571ad671cf9dd3b
RIPEMD-160 es comporta amb l'efecte d'allau desitjat de les funcions hash criptogràfiques (petits canvis, p. ex. canviard ac, donant com a resultat un hash completament diferent):
RIPEMD-160("La guineu marró, ràpida, salta per sobre del mandrós c ") = 132072df690933835eb8b6ad0b77e7b6f14acad7
RIPEMD-160("") = 9c1185a5c5e9fc54612808977ee8f548b2258d31

## Implementacions
A continuació es mostra una llista de biblioteques de criptografia que admeten RIPEMD (específicament RIPEMD-160):
- Botan
- Bouncy Castle
- Cryptlib
- Cripto++
- Libgcrypt
- TLS mbed
- Ortiga
- OpenSSL
- wolfSSL